# アールケー・ジャパン
アールケー・ジャパン株式会社は、埼玉県の機械部品メーカーである。

## 概要
機械用チェーンのメーカーで、オートバイ向けのほか産業機械用のチェーンも製造している。またオートバイ向けの用品としてチェーンメンテナンスツール、ブレーキパッド、スクーターベルト等も発売している。
かつてはオートバイ向けのリムも生産していたが、現在は会社分割によりエキセルリム株式会社という別法人となっている。
社名のアールケー（RK）は、現在ではドイツ語のRollenkette（英語のRoller Chain)となっているが、高砂鐵工として販売していたバイク専用チェーン「RK（レースキング）チェーン」が由来である。同商品のパッケージや店頭POPにRKの語源として「レースキング」が記載されていた。

## 沿革
- 1951年（昭和26年）11月 - 高砂鐵工からのチェーン部門分離により、高砂チエン株式会社が設立される。
- 1989年（平成元年）4月 - 高砂製作所（リム製造）との合併により、株式会社高砂アールケー・エキセルとなる。
- 1991年（平成3年）4月 - 株式会社タカテツ機器開発との合併により、株式会社アールケー・エキセルとなる。
- 2010年（平成22年）7月 - 吸収分割と高砂鐵工からの株式移動が行われ、チェーン部門はアールケー・ジャパン株式会社となりマレーシアのRK South Asia Sdn. Bhd.傘下に、リム部門はエキセルリム株式会社となりイタリアのMW Italia S.p.A.傘下となった[1]。